# Columen

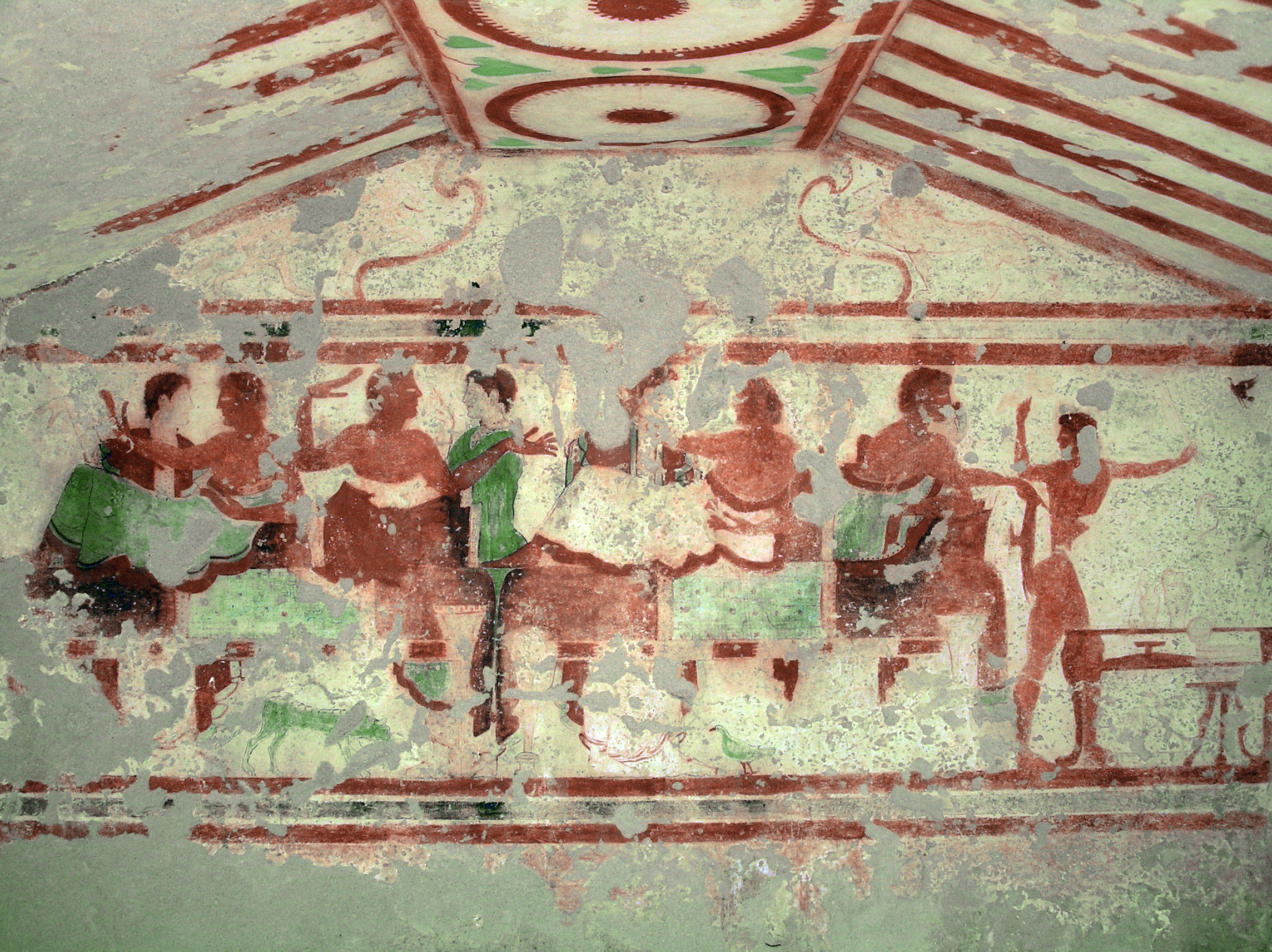
En haut, columen simulé de la tombe 5513 de Monterozzi.

La Columen est un terme antique utilisé en architecture, désignant la plus haute poutre dans la charpente d'un toit, formant la pièce qui couronne tout le reste. 

## Archéologie
Les Étrusques dans leur tombe a camera, simulaient, dans l'excavation de la chambre principale, le  toit à deux pentes, et aussi le columen, en terracotta, souvent peint de motifs décoratifs (tombes du site de la  nécropole de Monterozzi).